# Attaque de la caserne de Moncada
Révolution cubaine
Batailles
- Moncada
- Opération Verano
- Las Mercedes
- Santa Clara

L'attaque de la caserne de Moncada, (cuartel Moncada en espagnol) a lieu le 26 juillet 1953 à Santiago de Cuba. Elle est menée par un petit groupe de révolutionnaires menés par Fidel Castro, qui déclenche la révolution cubaine.

## Déroulement
Cette caserne doit son nom au « géant d'Ebène » Guillermon Moncada, un héros de la guerre d'indépendance contre l'Espagne.
L'attaque prit place le 26 juillet 1953 et cette date devint le nom de son mouvement révolutionnaire (Movimiento 26 Julio ou M 26-7) qui conquit finalement le pouvoir en 1959. 
L'attaque est préparée par Castro et son second Abel Santamaría (en) qui, la veille, confie aux conjurés « […] soyez assurés de notre victoire, ayez foi en notre idéal ; mais si le destin s'avère contraire pour nous, il nous faut rester courageux dans la déroute, car ce qui se sera passé ici se saura et mourir pour la patrie sera un exemple pour toute la jeunesse de Cuba ». Ce fut un cuisant échec, la majeure partie des prisonniers furent exécutés sommairement par les troupes batistiennes et les rebelles survivants, arrêtés la nuit suivante, furent jugés et condamnés. Abel Santamaría est torturé, on lui brûle les bras et on lui arrache un œil pour lui faire avouer le nom du chef du groupe. 
Mario Chanes de Armas, compagnon d'armes de Fidel Castro, participe à l'assaut. Il est arrêté et condamné à 15 ans de prison, puis amnistié deux ans plus tard.
Castro fit, lors de sa défense, un discours de trois heures intitulé La Historia me absolverá (« L'Histoire m'absoudra »), qu'il conclut avec ces mots : 

« Je terminerai ma plaidoirie d'une manière peu commune à certains magistrats en ne demandant pas la clémence de ce tribunal. Comment pourrais-je le faire alors que mes compagnons subissent en ce moment une ignominieuse captivité sur l'Ile des Pins ? Je vous demande simplement la permission d'aller les rejoindre, puisqu'il est normal que des hommes de valeur soient emprisonnés ou assassinés dans une République dirigée par un voleur et un criminel. Condamnez-moi, cela n'a aucune importance. L'histoire m'absoudra. »

Ils furent tous libérés par une amnistie en mai 1955.

## Sources
- (en) Antonio Rafael de la Cova, The Moncada attack : birth of the Cuban Revolution, Columbia, University of South Carolina Press, 2007, 391 p. (ISBN 978-1-57003-672-9, lire en ligne).

## Roman
- Amina Damerdji, Laissez-moi vous rejoindre, Gallimard, 2021 (ISBN 9782072940439).

Dans ce roman, Haydée Santamaría, grande figure de la révolution cubaine, proche de Fidel Castro, plonge dans ses souvenirs : à quelques heures de son suicide, elle raconte sa jeunesse, son engagement politique, en particulier les années 1951-1953 qui se sont conclues par l’exécution de son frère Abel, après l’échec de l’attaque de la caserne de la Moncada.